# انجیل در کولونوس
انجیل در کولونوس (انگلیسی: The Gospel at Colonus)
نسخه موسیقی آفریقایی-آمریکایی از تراژدی سوفوکل، ادیپ در کولونوس است. این نمایش در سال ۱۹۸۳ ساخته شد. انجیل در کولونوس همچنین نامزد جایزه پولیتزر برای نمایش‌نامه شد.